# Groenbuikjuweelkolibrie
De groenbuikjuweelkolibrie (Lampornis sybillae) is een vogel uit de familie Trochilidae (kolibries).

## Verspreiding en leefgebied
Deze soort komt voor in Honduras en Nicaragua.